# مقاطعة ياتس (نيويورك)
مقاطعة ياتس (بالإنجليزية: Yates County)‏ هي إحدى المقاطعات في ولاية نيويورك في الولايات المتحدة الأمريكية.

## أعلام
- صموئيل بوتسفورد باكلي
- تشارلز ويلسون بيرس